# Космос 159
Космос 159 (също Луна Е-6ЛС № 111) е първият съветски опит за изстрелване на сонда към Луната, която да стане неин първи изкуствен спътник за тестване на навигационни и комуникационни системи за осъществяване на лунен пилотиран полет. Поради проблем с последната степен на ракетата-носител сондата остава на силно елиптична околоземна орбита като изкуствен спътник.

## Полет
Стартът е успешно осъществен на 16 май 1967 г. от космодрума Байконур в Казахска ССР с ракета-носител „Молния“. Първите три степени работят нормално и апарата е изведен до разчетната орбита.
Четвъртата степен (Блок „Л“) се включва нормално. Планирано е да се достигне орбита 250 000 km, но последният изключва на височина 60 637 km. Доколкото е позволявало апаратът е използван по първоначалното си предназначение. Навлиза обратно в атмосферата на Земята и изгаря на 11 ноември 1967 г.